# 1549
Évszázadok: 15. század – 16. század – 17. század
Évtizedek: 1490-es évek – 1500-as évek – 1510-es évek – 1520-as évek – 1530-as évek – 1540-es évek – 1550-es évek – 1560-as évek – 1570-es évek – 1580-as évek – 1590-es évek
Évek: 1544 – 1545 – 1546 – 1547 –  1548 – 1549 – 1550 – 1551 – 1552 – 1553 – 1554

## Események

### Határozott dátumú események
- január 1. – I. Ferdinánd szabályozza a magyarországi Helytartótanács működését.[1]
- január 21. – Az angol parlament jóváhagyja az anglikán egyház hivatalos imakönyve, a Book of Common Prayer első változatát.[2]
- február 10.  – IV. Iván orosz cár megalapítja a diplomáciai ügyintézésre kialakított központi hivatalt, a Követi Kormányszéket (Posoljszkij prikaz).[3][4]
- április 1. – A portugálok megszervezik a brazil főkormányzóságot.[5]
- augusztus 15. –  Xavéri Szent Ferenc és két rendtársa partra lép Japánban.[6]
- szeptember 8. –  Nyírbátorban titkos  megállapodás születik I. Ferdinánd biztosai illetve György barát között, melynek értelmében Erdély és a Partium Ferdinándra száll, Izabella királyné és János Zsigmond 100 000 forint kárpótlást és két sziléziai hercegséget kap.[7]

### Határozatlan dátumú események
- augusztus – Eperjesen megjelenik a Confessio Pentapolitana (Ötvárosi hitvallás), amelyben Kassa, Lőcse, Bártfa, Eperjes és Kisszeben városok a lutheri tanok szellemében foglalják össze hitelveiket.[8]
- szeptember –
- az év folyamán – III. Pál pápa felfüggeszti a trienti zsinat munkálatait.[9]
  - Andrea Palladio, Vicenza város építésze megkezdi a Basilica Palladiana építését.[10]
  - Megkezdik az egri vár korszerűsítési munkáit.[forrás?]
  - Krakkóban megjelenik Dévai Mátyás Ortographia ungarica című műve.[7]

## Az év témái

### 1549 az irodalomban
- Joachim du Bellay francia költő kiadja Défene et illustration de la langue française [A francia nyelv védelme és gazdagítása] című írását.[11] Célja, hogy a francia nyelvet a görög és a latin rangjára emelje, és irodalmi nyelvvé nemesítse.

## Születések
- július 30. – I. Ferdinánd toszkánai nagyherceg († 1609)

## Halálozások
- november 6. – Antonio Abbondi olasz építész, kőfaragó (* 1505 körül)
- november 10. – III. Pál pápa (* 1468)[12]
- december 21. – Angoulême-i Margit navarrai királyné (* 1492)